# Theophil Pistorius
Theophil Pistorius, Taufname: Theophilus Peck (~ 13. September 1592 in St. Joachimsthal) war ein deutscher Linguist, Theologe, Hebräist und Poet. Er ist nicht zu verwechseln mit seinem Vater und Neffen gleichen Namens.

## Leben
Theophil Pistorius wurde 1592 im böhmischen St. Joachimsthal als Sohn des dortigen Oberpfarrers Theophil Pistorius, genannt Beck (* 1532 in St. Joachimsthal; † 1610 ebenda) und dessen zweite Ehefrau Barbara Luckenberger geboren und am 16. Sonntag nach Trinitatis in der dortigen Stadtpfarrkirche St. Joachim und St. Anna getauft. Seine Großväter waren Erasmus Beck (* um 1500 in Schneeberg; † 1545 in St. Joachimsthal), „ein guter Hebräist, welcher diese Sprache hier docirte“, und Elias Luckenberger († 15. Mai 1572 in St. Joachimsthal), 1569 Stadtrichter und 1570–72 kaiserlicher Amtsverwalter in St. Joachimsthal. Elias Pistorius (~ 15. April 1590 in St. Joachimsthal; † 14. Februar 1664 in Olbernhau) war sein Bruder. 
Pistorius, der außerordentlich begabt in orientalischen Sprachen war, immatrikulierte sich im Wintersemester 1622/1623 an der Universität Rostock als „Theophilus Pistorius ex valle Ioachimica Bohemus“. Er dozierte an den Universitäten von Leipzig, Wittenberg, Jena und 1623 Kopenhagen und lebte lange Zeit in Hamburg. Vom kaiserlichen Pfalzgrafen wurde ihm der poetische Lorbeerkranz verliehen. Über sein weiteres Leben ist nichts bekannt.
Fälschlicherweise werden seine Publikationen des Öfteren seinem Neffen gleichen Namens (* 1615 in St. Joachimsthal; † 7. November 1679 in Delitzsch) zugeordnet, der ebenfalls theologische Schriften veröffentlichte.

## Werke (Auswahl)
- Siclus Sancitatis. Aerae D. Vincentii. In laudem ipsius Iehovae, Regis regum ter optimi, & Domini Dominorum maximi. – Lipsiae : Glueck, 1621
- Hendecasyllabum Hebraicum, In Onomasteria & quasi-Natalem Theologi & Historici eximii ... Vincentii Schmucci, in florentissima LIpsiensi Academia, Theol. Facult. Doctoris, P. Professoribus atque Senioris; Ecclesiae ad D. Nicolai Pastoris, ejusdemq[ue] atq[ue] vicinarum Superintendenti, Judicii Ecclesiastici Assessoris & Canonici Misnensis; &c. ... Fautoris atq[ue] Promotoris sui magni. – Lipsie : Glueck, 1622
- Enchiridii linguae sanctae Grammatici Pars generalis seu communis; ... Hamburgi 1624
- Disputatio de Metallis, cum quaestionibus aliquot, de eadem materia, cum in Norwegia Fodinae argenti essent inventae, Copenhagen 1624
- Enchiridion linguae sanctae Hebraeae grammaticum. Duobus libris vocum: 1. Simplicium, 2. Conjunctarum naturam, Lipsiae Schürer 1626
- M. Theophili Pistori[i] Joachimi-Vallensis ... ... Enchiridion Linguae Sanctae Hebraeae Grammaticum : Duobus Libris vocum ... Leipzig 1626